# Malé Hořké jezero
Malé Hořké jezero (arabsky لبحيرة المرة الصغرى, al-Buhayrah al-Murra as-Sughra) je slané jezero rozdělující Suezský průplav na severní a jižní část. Úžinou na severu je spojené s Velkým Hořkým jezerem. Dohromady mají Hořká jezera plochu okolo 250 km².

## Vodní režim
Protože průplav nemá žádná zdymadla, mořská voda ze Středozemního a Rudého moře teče volně do jezer, kde nahrazuje vodu, která se vypařila. Jezero také funguje jako vyrovnávací nádrž redukující následky přílivových proudů v obou mořích.

## Historie
Během Šestidenní války v roce 1967 byl průplav uzavřen a 14 lodí zůstalo uvězněno na jezeře až do roku 1975. Tyto lodě jsou známé jako Žlutá flotila, protože jejich paluby brzo pokryl pouštní písek.